# 老窑瓷博物馆
老窑瓷博物馆，暨大栅栏街道第一博物馆，位于北京市西城区铁树斜街116号，是一座展示老窑瓷的小微博物馆。

## 简介
2016年5月13日，老窑瓷博物馆开馆。该馆由大栅栏街道创办，专门从事老窑瓷学术研究。老窑瓷博物馆举办各种老窑瓷展览及相关活动，发掘和传播老窑瓷文化，促进老窑瓷的复烧工作。老窑瓷博物馆首任馆长是蔺炜。老窑瓷博物馆常设展览《一览瓷韵》中展出40件（套）器物，呈现生活瓷器自西晋到元朝的用途及风格变化。
老窑瓷博物馆成为由大栅栏街道多家企业非物质文化遗产展厅等组成的“小微博物馆展示群”的新成员。这些小微博物馆包括内联升手工制鞋技艺展、瑞蚨祥丝绸文化展、同仁堂中医药文化走廊、北京前門源昇號博物館、和平门烤鸭店全聚德展厅、戴月轩手工制笔工艺展、老舍茶馆民俗文化展、93号院博物馆等等。